# Salvator Xuereb
Salvator Xuereb (New York, 17 novembre 1965) è un attore statunitense, noto fra l'altro per avere interpretato 12 episodi di Pensacola: squadra speciale Top Gun.

## Filmografia

### Cinema
- Fuori dalle regole (1991)
- Gli occhi azzurri del colpevole (1992)
- Le regole dell'omicidio (1994)
- Killing Zoe (1994)
- Assassini nati - Natural Born Killers (1994)
- Doom Generation (1995)
- Flashpoint (1997)
- McBride: Omicidio dopo mezzanotte (2005)
- Big Stan (2007)

### Televisione
- Melrose Place (1 episodio, 1992)
- Matlock (1 episodio, 1994)
- Pensacola: squadra speciale Top Gun (22 episodi, 1997-1998)
- CSI: Scena del crimine (1 episodio, 2002)
- Dark Angel (1 episodio, 2001)
- New York Police Department (2 episodi, 1998-2002)
- CSI: Miami (1 episodio, 2004)
- 24 (2004)
- Criminal Minds (1 episodio, 2007)
- Dexter (1 episodio, 2007)
- Dr. House - Medical Division (1 episodio, 2008)
- Knight Rider (1 episodio, 2009)

## Doppiatori italiani
Nelle versioni in italiano delle opere in cui ha recitato, Salvator Xuereb è stato doppiato da:
- Massimo Lodolo in Melrose Place, Knight Rider
- Roberto Certomà in CSI - Scena del crimine
- Vittorio Guerrieri in CSI: Miami
- Giorgio Locuratolo in Dr. House - Medical Division
- Vittorio De Angelis in Criminal Minds
- Enrico Di Troia in Dexter
- Francesco Prando in Leverage - Consulenze illegali
- Christian Iansante in The Glades
- Stefano Alessandroni in NCIS: Los Angeles (ep. 7x16)
- Roberto Draghetti in NCIS: Los Angeles (ep. 8x14)
- Angelo Nicotra in 9-1-1
- Alberto Angrisano in Monsters: la storia di Lyle ed Erik Menendez